# Individuele Paralympische Atleten
Onder de naam Individuele Paralympische Atleten deden op de Zomerspelen van 2000 twee individuele sporters uit Oost-Timor mee. Door de politieke situatie in Oost-Timor destijds konden ze niet, zoals gebruikelijk, door hun eigen Nationaal Comité worden afgevaardigd.
Vier jaar later was Oost-Timor onafhankelijk, had het een NPC en kwam het dan ook uit met een eigen paralympische ploeg. De sporters wonnen in 2000 geen medailles.